# Enseignant impérial
 (juin 2017).
Si vous disposez d'ouvrages ou d'articles de référence ou si vous connaissez des sites web de qualité traitant du thème abordé ici, merci de compléter l'article en donnant les références utiles à sa vérifiabilité et en les liant à la section « Notes et références ».
Un dishi (chinois simplifié : 帝师 ; chinois traditionnel : 帝師 ; pinyin : dìshī ; Wade : Tishih ; litt. « enseignant impérial », traduit phonétiquement en tibétain par tibétain : ཏི་ཤྲི, Wylie : ti shri, littéralement : enseignant de l'eau[réf. nécessaire]) généralement traduit en précepteur impérial, est un titre donné à un religieux conseillant l'Empereur, sous la dynastie tangoute des Xia occidentaux, puis sur l'ensemble de la Chine impériale sous la dynastie mongole des Yuan, et y est conservé sous les dynasties han des Ming et mandchoue des Qing. Le titre de dishi est un titre comparable au plus ancien titre de guoshi (国师 / 國師, guóshī, « Enseignant national »). Ce titre officiel peut varier avec différentes fonctions selon les époques.
En Chinois le terme correspondant à précepteur est 家庭教师 / 家庭教師, jiātíng jiàoshī, « précepteur familial », parfois simplifié en chinois : 教师 ; pinyin : jiàoshī

## Historique
Le terme de guoshi (国师 / 國師, guóshī, « enseignant national ») est utilisé pour la première fois en 550 dans le Fozu tongji (zh) (佛祖统纪, fózǔ tǒngjì) pour décrire un moine qui apporterait ses enseignements religieux à la cour de Qi Wenxuan (zh) (齐文宣帝, qí wénxuān dì). Il ne s'agit pas du précepteur de l'empereur mais d'un religieux apportant les enseignements bouddhistes mahayana à la cour.
Lors des dernières années de règne de l'empereur tangoute, Ren Zong (1139-1193) de la Dynastie des Xia occidentaux, entretien une relation étroite avec les prélats bouddhistes, et les prêtes tibétains en particulier sous une institution qu'il nomme « Dishi » (帝師, dìshī, le chinois étant une des langues officielle de l'empire tangoute). Plus tard ce rôle émerge à la court des Yuan, au travers d'un processus de médiation des Tangoutes avec les Tibétains et les Mongols Liangzhou (凉州), un centre cultuel bouddhique majeur de l'état des Xia.
Lors des dernières années de règne de l'empereur tangoute, Ren Zong (1139-1193) entretien une relation étroite avec les prélats bouddhistes, et les prêtes tibétains en particulier sous une institution qu'il nomme « Dishi » (帝師, dìshī, le chinois étant une des langues officielle de l'empire tangoute). Plus tard ce rôle émerge à la court des Yuan, au travers d'un processus de médiation des Tangoutes avec les Tibétains et les Mongols Liangzhou (凉州) .
Sous la dynastie Yuan, ce titre est donné au dirigeant des autorités religieuses tibétaines. Kubilai Khan donna ce titre en premier en 1260 à Drogön Chögyal Phagpa, un moine sakyapa du bouddhisme tibétain (bouddhisme vajrayana) qui représentait le gouvernement du Tibet depuis Khanbalik (actuelle Pékin). Pour Gilles Béguin, il s'agit d'un titre de précepteur impérial. Sous le régime Yuan-Sakya, le dishi avait le contrôle des treize myriarchies du Tibet depuis Pékin (alors Khanbaliq).
Sous la dynastie Ming, ce terme change de sens, puisqu'il prend effectivement le sens de précepteur impérial, notamment pour enseigner à des empereurs avant qu'ils ne soit intronisés. C'est le cas par exemple de Fang Xiaoru (方孝孺) qui était le précepteur impérial de Ming Jianwen.

## Sous ladynastie tangoute
Liste des précepteurs impériaux des Tangoutes
1. Tsangpopa Konchok Sengge
2. Tishri Repa Sherab Sengge

## Sous de ladynastie Yuan
Liste des précepteurs impériaux des Yuan
1. Drogön Chögyal Phagpa (八思巴追坚赞, 1235-1280)
2. Rinchen Gyaltsen (仁钦坚赞, 1238 – 24 March 1279)
3. Dharmapala Raksita (达玛巴拉 / 答耳麻八剌剌吉塔, 1268 - 1287)
4. Yeshe Rinchen (意希仁钦 / 亦摄思连真, 1248－1294)
5. Drakpa Odzer (en) (扎巴俄色 / 乞剌斯八斡节儿, 1246 －1303)
6. Kunga Lotro Gyaltsen (仁钦坚赞 / 辇真监藏, 1256 - 1305)
7. Sanggye Pal (en) (桑结贝)
8. Kunga Lotro Gyaltsen (贡噶洛追坚赞贝桑布)
9. Wangchug Gyeltshen (de) (旺出儿监藏))
10. Kunga Lekpa Jungne Gyaltsen (en) (贡噶雷必迥乃坚赞贝桑布)
11. Rinchen Trashi (de) (仁钦扎西)
12. Künga Gyeltshen Pel Sangpo (de) (贡噶坚赞贝桑布)
13. Lachen Sönam Lodrö (de) (喇钦索南洛追)
14. Namgyel Pel Sangpo (de) (喃加巴藏卜)

## Sous ladynastie Ming
Liste Empereur / Dishi (ici les dishi sont des Hans), le titre de guoshi, plus ancien est également assigné en parallèle.
- Ming Hongwu (建文帝) : Liu Bowen (en) 劉伯溫
- Ming Jianwen (建文帝) : Fang Xiaoru (方孝孺)
- Ming Wanli (万历帝) : Zhang Juzheng (张居正)
- Ming Tianqi (天启帝) : Sun Chengzong (en) (孙承宗)
- Ming Chongzhen (崇祯帝) : Wen Zhenmeng (en) (文震孟)

## Sous de ladynastie Qing
- Shunzhi (顺治帝) : 通琇, Von Bell (汤若望) ;
- Kangxi (康熙帝) : Von Bell (汤若望), Chen Tingjing (zh) (陈廷敬), Feng Ershu (zh) (彭而述), Ferdinand Verbiest (南怀仁) ;
- Yongzheng (雍正帝) : Gong Jianfeng (巩建丰), He shiqi (zh) (何世璂), Chen Tingjing (zh) (徐元梦), Jiang Tingxi (蒋廷锡) ;
- Qianlong (乾隆帝) : Zhu Shi (zh) (朱轼), Zhang Tingyu (张廷玉), Jicengyun (zh) (嵇曾筠), Fan Shiquan (潘仕权), Changkya Rölpé Dorjé (洛桑丹贝准美), Zhang Zhao (en) (张照), Liu Zunhe (刘尊和) ;
- Jiaqing (嘉庆帝) : Wang Erlie (zh) (王尔烈), Zhou Huanggong (周煌公), Wang Erlie (zh) (戴联奎) ;
- Daoguang (道光帝) : Dai Liankui (zh) (戴联奎), Cao Zhenyong (zh) (曹振镛) ;
- Xianfeng (咸丰帝) : Shi Guoyuan (师匡源), Du Shoutian (zh) (杜受田), Weng Xincun (zh) (翁心存) ;
- Tongzhi (同治帝) : Liu Kun (刘崐), Li Hongzao (en) (李鸿藻), Weng Tonghe (en) (翁同龢) ;
- Guangxu (光绪帝) : Li Hongzao (en) (李鸿藻, Weng Tonghe (en) (翁同龢), Sun Jianai (孙家鼐), (Xia Tongshan (zh) (夏同善) ;
- Puyi (宣统帝) : Li Dianlin (zh) (李殿林), Chen Baochen (陈宝琛), Reginald Johnston (莊士敦).